# Lontzen-Busch
Lontzen-Busch (auch einfach Busch genannt) ist ein Dorf im Norden der Deutschsprachigen Gemeinschaft Belgiens, das zur Gemeinde Lontzen gehört. Der Ort liegt etwa einen Kilometer nordwestlich von Lontzen an der Straße nach Montzen.

## Sehenswert

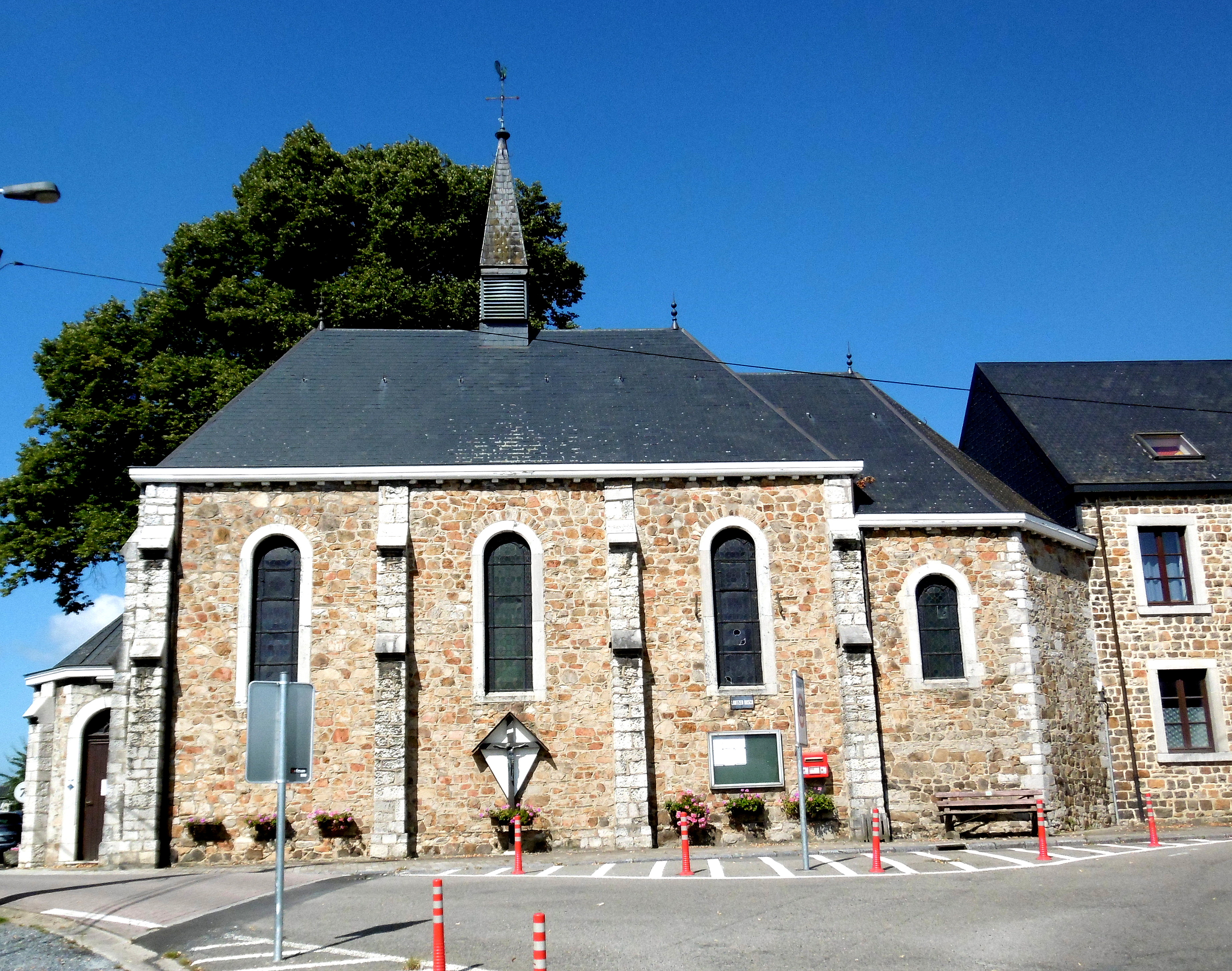
St.-Annakapelle in Lontzen-Busch

Im Zentrum des Ortes steht die St.-Annakapelle. Die Kapelle beherbergt einen flämischen Altar aus dem 15. Jahrhundert, der als besonders geschütztes Kulturdenkmal ausgewiesen ist. Der Chorraum ist ein Teil des ursprünglich in oktogonaler Form errichteten Kapellenbaus von 1696. Das Langhaus, ein Entwurf des Aachener Architekten Max Keuchen wurde 1898 angebaut.
Ebenfalls unter Denkmalschutz steht der Bruchstein-gemauerte Hof Waldstraße am nördlichen Ortsrand. Der Hof wurde im 17. Jahrhundert erbaut (Ersterwähnung 1651). Nach mündlicher Überlieferung soll dieses Gut früher zeitweise ein Kloster gewesen sein.
Alljährlich zur Weihnachtszeit ist seit 1999, in unmittelbarer Nachbarschaft der Kapelle eine große Weihnachtskrippenlandschaft zu besichtigen, die durch eine örtliche Interessengruppe aufgebaut wird.